# Mistrzostwa Polski w kolarstwie torowym – keirin kobiet
Mistrzostwa Polski w kolarstwie torowym w konkurencji keirin kobiet odbywają się od 2003.

## Medalistki
| Rok  | Złoto                   | Srebro                  | Brąz                 |
| 2003 | Katarzyna Jagusiak      | Marta Szczuko           | Agnieszka Kendysz    |
| 2004 | Magdalena Sara          | Paulina Cieślik         | Marta Szczuko        |
| 2005 | Magdalena Sara          | Paulina Cieślik         | Małgorzata Wojtyra   |
| 2006 | Magdalena Sara          | Renata Dąbrowska        | Małgorzata Wojtyra   |
| 2007 | Renata Dąbrowska        | Aleksandra Drejgier     | Małgorzata Wojtyra   |
| 2008 | Małgorzata Wojtyra      | Renata Dąbrowska        | Aleksandra Drejgier  |
| 2009 | Renata Dąbrowska        | Natalia Rutkowska       | Aleksandra Drejgier  |
| 2010 | Małgorzata Wojtyra      | Marta Janowiak          | Natalia Rutkowska    |
| 2011 | Małgorzata Wojtyra      | Katarzyna Pawłowska     | Natalia Rutkowska    |
| 2012 | Małgorzata Wojtyra      | Dominika Borkowska      | Natalia Rutkowska    |
| 2013 | Małgorzata Wojtyra      | Natalia Rutkowska       | Urszula Łoś          |
| 2014 | Julita Jagodzińska      | Katarzyna Kirschenstein | Marlena Karwacka     |
| 2015 | Katarzyna Kirschenstein | Małgorzata Wojtyra      | Urszula Łoś          |
| 2016 | Julita Jagodzińska      | Jagoda Garczarek        | Urszula Łoś          |
| 2017 | Julita Jagodzińska      | Marlena Karwacka        | Karolina Pizoń       |
| 2018 | Urszula Łoś             | Marlena Karwacka        | Aleksandra Tołomanow |
| 2019 | Urszula Łoś             | Nikola Sibiak           | Marlena Karwacka     |
| 2020 | Nikola Sibiak           | Paulina Petri           | Urszula Łoś          |
| 2021 | Nikola Sibiak           | Marlena Karwacka        | Paulina Petri        |
| 2022 | Paulina Petri           | Nikola Sibiak           | Urszula Łoś          |
| 2023 | Paulina Petri           | Nikola Seremak          | Marlena Karwacka     |
| 2024 | Paulina Petri           | Oliwia Gerc             | Natalia Głowacka     |